# Nesimi Çimen
Nesimi Çimen (* 1931 in Sariz, Kayseri; † 2. Juli 1993 in Sivas) war ein alevitischer Volkssänger. 
Nesimi Çimen begann mit neun Jahren das Sazspiel. Während der 1970er und 1980er Jahre erschienen in Europa zahlreiche Schallplatten und Kassetten. Zusammen mit seiner Frau Makbule Çimen nahm er am 2. Juli 1993 in Sivas am 4. Pir Sultan Abdal Festival teil, bei dem der Brandanschlag von Sivas verübt wurde. Seine Frau überlebte, er selbst kam in den Flammen ums Leben. Sein Sohn Mazlum Çimen ist ebenfalls ein bekannter Sänger, der den Musikstil seines Vaters bis heute weiter führt.

## Lieder
- Dünyada
- Gel Göçelim Gönül
- Görsen Beni
- Acilin Kapilar
- Aglar Misin Güler Misin
- Aglatti Beni
- Asiklar Diyari
- Ayrilik Hasreti
- Ben De Su Kapiya Geldim Geleli
- Bir Gecinmek Icin
- Biz Kimin Asiklariyiz
- Bize De Banaz Da
- Büyük Evde
- Cura Acis
- Delal
- Duaz - Imam
- El Kapisina
- Geldik Erenler
- Gezelim Gurbet Ellerde
- Gönlümün Mihmani
- Gülmeliyiz
- Güzel Bir Bahcem Var
- Güzelsin Güzel
- Haydar Haydar (Ben melamet hirkasini)
- Hemi Miroye
- Heval
- Isterdim Kalici Bir Kural Gelsin
- Kel Muhtar
- Koca Basli Kara Kadi
- Kostum Da Geldim
- Ne Gezersin Kardas
- Niye Geldim Dünyaya
- Yar Senden Gayri
- Yine Bir Hasretlik Düstü Serime
- Baris Güvercini
- Canim Kurban Olsun
- Daha Senden Gayri
- Dertliyim (Nedir Hey Erenler)
- Dinle Sözümü
- Gel Göcelim Gönül
- Sen Degil Gönlüm sen Degil
- Sifa Istemem
- Sifa Istemem Balindan
- Tan Yildizi